# Lionheart: Legacy of the Crusader
Lionheart: Legacy of the Crusader – fabularna gra akcji wyprodukowana przez studio Reflexive Entertainment i wydana przez Interplay Entertainment w 2003 roku na platformę PC.
Gra wykorzystuje silnik Velocity. Silnik ten był używany m.in. w „Star Trek: Away Team”. W grze cRPG został użyty po raz pierwszy. Świat pokazany w Lionheart jest prezentowany w 2D, natomiast same postacie już w 3D.

## Organizacje
W pewnym momencie gracz musi zdecydować się na przystąpienie do jednej z czterech organizacji działających w mieście. Tylko wtedy można rozpocząć ostateczny wątek gry. Każda organizacja nakazuje nam wykonanie kilku zadań inicjacyjnych, a następnie wpłacenie pewnej sumy na rzecz jednostki.

### Templariusze
Rycerze wiary. Cenią broń białą i tradycyjne metody obrony (jednym z zadań inicjacyjnych tej organizacji jest zdobycie dla siebie tarczy). Jeśli nie kierujemy człowiekiem (w grze występują 4 grywalne rasy), dowódca templariuszy ostrzega nas przed dyskryminacją i nakazuje spokój względem rasistów.

### Inkwizycja
Obrońcy wiary. Można by ich uznać za inną wersję Templariuszy, jednak inkwizycja skupia się na Boskiej magii. W przeciwieństwie do szefa templariuszy wielki inkwizytor nie jest zbyt tolerancyjny względem nie-ludzi. Jeśli kierujemy, np. Sylwanem, musimy zapłacić nieco więcej za „zaszczyt” przystąpienia do organizacji.

### Dzierżyciele
Organizacja zgromadzająca ludzi utalentowanych magicznie, którzy wyczekują dnia, kiedy znów będą mogli jawnie używać magii m.in. w miastach. Na razie przebywają na magicznie ukrytej ulicy La Calle Perdida (hiszp. „zgubiona ulica”).

### Mroczni Dzierżyciele
Można do nich dołączyć zdradzając zwykłych dzierżycieli. Ich przywódcą jest nekromanta wygnany z La Calle Perdida, prócz niego i ciebie nie ma innych członków tej organizacji.